# فضای برداری توپولوژیکی
در ریاضیات، فضای برداری توپولوژیکی (به انگلیسی: Topological Vector Space) (مخفف آن TVS است و به آن فضای توپولوژیکی خطی نیز گفته می شود) یکی از ساختارهای پایه ای مورد بررسی در آنالیز تابعی است. یک فضای برداری توپولوژیکی، فضایی برداری است (یک ساختار جبری) که همزمان فضای توپولوژیک نیز باشد، نتیجتاً اعمال فضای برداری توابعی پیوسته خواهند بود. به طور خاص تر، فضای توپولوژی ساختار توپولوژیکی یکنواختی دارد که امکان به کاربردن همگرایی یکنواخت را خواهد داد.
عناصر فضای برداری توپولوژیکی اغلب توابع یا عملگرهای خطی هستند که روی آن فضا عمل کرده و توپولوژی فضا به گونه ای تعریف می شود که جنبه های خاصی از همگرایی دنباله توابع را درون خود دربرداشته باشد.
فضاهای باناخ، فضاهای هیلبرت و فضاهای سوبولف مثال‌های معروفی از چنین فضاهایی اند.
میدان زیرین چنین فضاهایی اغلب اعداد مختلط {\displaystyle \mathbb {C} } یا اعداد حقیقی {\displaystyle \mathbb {R} } فرض می شوند.